# Élections législatives de 1968 en Nouvelle-Calédonie et dépendances
Les élections législatives françaises de 1968 se déroulent le 23 juin. Dans le territoire de la Nouvelle-Calédonie et dépendances, un député est à élire dans le cadre d'une circonscription.

## Élus
| Circonscription        | Député sortant | Parti | Parti | Député élu ou réélu | Parti | Parti |
| ---------------------- | -------------- | ----- | ----- | ------------------- | ----- | ----- |
| Circonscription unique | Rock Pidjot    |       | UC    | Rock Pidjot         |       | UC    |

## Résultats

### Résultats à l'échelle du territoire
|                | Union pour la défense de la République | 11 621 | 42,43  | 0 |  |  |
|                | Union des républicains de progrès      | 11 621 | 42,43  | 0 |  |  |
|                |                                        |        |        |   |  |  |
|                | Union calédonienne                     | 13 930 | 50,87  | 1 |  |  |
|                | Divers gauche                          | 1 835  | 6,7    | 0 |  |  |
|                |                                        |        |        |   |  |  |
| Inscrits       | Inscrits                               | 40 523 | 100,00 | 1 |  |  |
| Abstentions    | Abstentions                            | 12 684 | 31,3   |   |  |  |
| Votants        | Votants                                | 27 839 | 68,7   |   |  |  |
| Blancs et nuls | Blancs et nuls                         | 453    | 1,63   |   |  |  |
| Exprimés       | Exprimés                               | 27 386 | 98,37  |   |  |  |

### Résultats par circonscription
|                                                       | Rock Pidjot sortant réélu | UC (PDM)       | 13 930 | 50,87  |  |  |  |
|                                                       | Roger Laroque             | UDR (URP)      | 11 621 | 42,43  |  |  |  |
|                                                       | Alain Bernut              | Divers gauche  | 1 835  | 6,7    |  |  |  |
|                                                       |                           |                |        |        |  |  |  |
| Inscrits                                              | Inscrits                  | Inscrits       | 40 523 | 100,00 |  |  |  |
| Abstentions                                           | Abstentions               | Abstentions    | 12 684 | 31,3   |  |  |  |
| Votants                                               | Votants                   | Votants        | 27 839 | 68,7   |  |  |  |
| Blancs et nuls                                        | Blancs et nuls            | Blancs et nuls | 453    | 1,63   |  |  |  |
| Exprimés                                              | Exprimés                  | Exprimés       | 27 386 | 98,37  |  |  |  |
| Source : Cahiers du communisme, vol. 49, 1968, 302 p. |                           |                |        |        |  |  |  |